# Wildenkees
Wildenkees är en glaciär i Österrike. Den ligger i förbundslandet Tyrolen, i den centrala delen av landet. Wildenkees ligger 2 840 till 2 690 meter över havet.
Wildenkees ligger öster om bergsryggen Wildenkogelscharte som ansluter söder om berget Wildenkogel (3021 meter över havet).
Trakten runt Wildenkees består i huvudsak av kala bergstoppar och några andra isformationer.